# Ruta Nacional 68
Die Ruta Nacional 68 führt durch den Südwesten der Provinz Salta im Nordwesten Argentiniens und verbindet die Ruta Nacional 9 in Salta mit der Ruta Nacional 40 nördlich von Cafayate. Dabei durchquert sie zunächst das hauptsächlich von Tabak- und Zuckeranbau geprägte Valle de Lerma um südlich von Alemanía in die Quebrada de las Conchas (auch Quebrada de Cafayate genannt) mit farbigen Gesteinsformationen überzugehen.

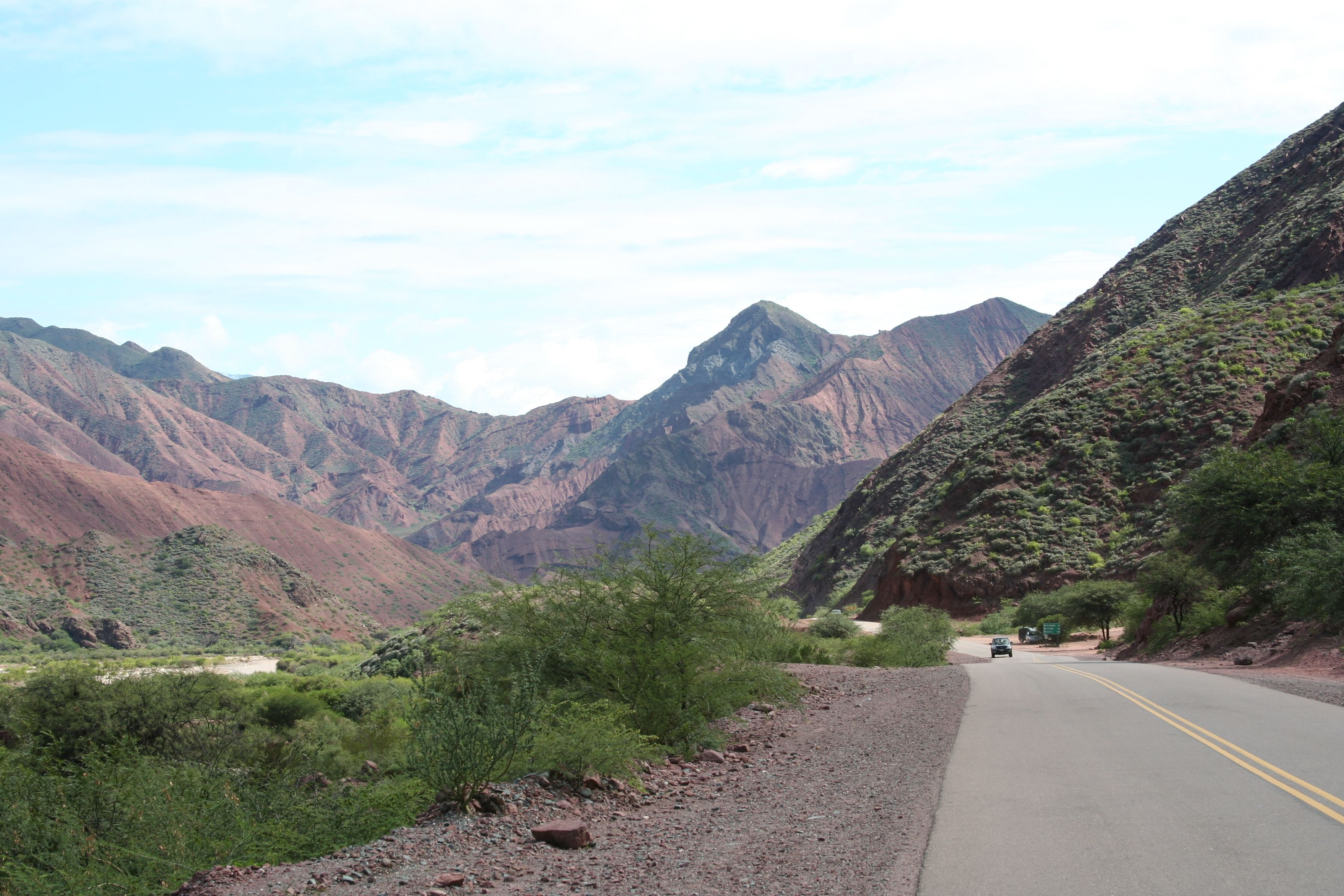
Ruta Nacional 68 in der Quebrada de las Conchas

Die Gesamtlänge der Strecke beträgt nur 189 km, dabei werden die Städte Cerrillos, El Carril, Coronel Moldes sowie La Viña sowie zahlreiche Dörfer berührt.